# Trichostylum parvungulatum
Trichostylum parvungulatum là một loài ruồi trong họ Tachinidae.